# Assuan
Assuan (arabisch أسوان Aswān, Eswan; koptisch ⲥⲟⲩⲁⲛ Swān) ist eine ägyptische Stadt (106 Meter über NHN) am östlichen Ufer des Nils unterhalb des ersten Katarakts. Sie ist die Hauptstadt des nach ihr benannten Gouvernements Assuan und mit über 281.000 Einwohnern (Berechnung: 2010) nach Luxor, Asyut und Fayyum die viertgrößte Stadt Oberägyptens. Assuan ist die südlichste Stadt Ägyptens, das Verwaltungsgebiet des Gouvernements reicht bis hinter Abu Simbel an die Grenze des Sudan.
Der Name der Stadt geht auf das altägyptische Swnw (Sunu; Swenu) zurück, was „Handel“ bedeutet. In der ptolemäischen Epoche wurde daraus der altgriechische Name Συήνη (Syène), unter der römischen Herrschaft das lateinische Syene oder Siene. Über das abgeleitete koptische Swān hat sich der Stadtname in Form des arabischen Aswān bis heute erhalten.

## Geografie

### Geografische Lage
| \| Assuan \|    |
| Lage in Ägypten |
| Assuan          |

Assuan liegt an der Südostseite einer Flussbiegung des Nils, etwa 13 Kilometer nördlich des 5250 km² großen Nassersees. Der See entstand infolge des Anstauens des Nilwassers durch den nach der Stadt benannten Assuan-Hochdamm. Zwischen dem Hochdamm und dem Stadtgebiet befindet sich sechs Kilometer südwestlich des Stadtzentrums die alte Assuan-Staumauer. Von dieser bis Assuan umfließt der Nil einige Inseln, deren nördlichste, Elephantine und die Kitchener-Insel, heute zur Stadt gehören. Das Stadtgebiet östlich des Nils erstreckt sich bei einer Ost-West-Ausdehnung von 2,5 Kilometer auf einer Länge von 5 Kilometer entlang des Flusses von Nord nach Süd. Im Osten schließt sich die Arabische Wüste, westlich des Nils die Libysche Wüste an. Landwirtschaftlich nutzbare Flächen befinden sich nahe Assuan ausschließlich nördlich der Stadt auf schmalen Streifen beiderseits des Flusses.

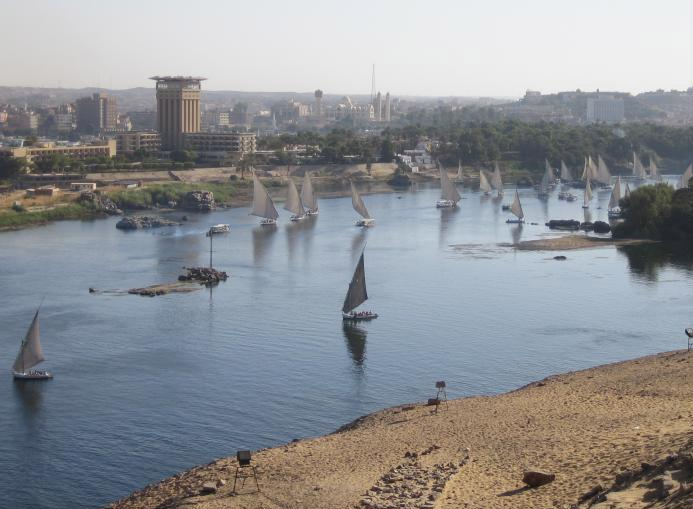
Blick Richtung Assuan über die Insel Elephantine

Die Stadt Assuan verdankt ihre Bedeutung der Lage unterhalb des ersten Katarakts des Nils. Von hier aus war der Fluss in Richtung Unterägypten schiffbar. Die Katarakte, durch Blöcke und Felsriegel gegliederte Stromschnellen, behinderten die Weiterfahrt nach Süden, so dass Assuan als Anlaufpunkt der Handelskarawanen aus Nubien zu einem wichtigen Umschlag- und Handelsplatz wurde. Durch den Bau der Staudämme sind die Stromschnellen heute nicht mehr in ihrem ursprünglichen Erscheinungsbild vorhanden. Mittlerweile wandelte sich Assuan zu einer Stadt der Verwaltung und des Tourismus, auch wenn der Handel noch eine Rolle spielt und der Granit- und Erzabbau, die Chemische Industrie mit überwiegender Verarbeitung von Stickstoffsalzen (Düngemittel) und der Hochdamm Arbeitsplätze bieten. Das Verwaltungsgebiet des Gouvernements Assuan reicht entlang des Nils 120 Kilometer nach Norden bis hinter Edfu und etwa 270 Kilometer nach Südwesten beiderseits des Nassersees bis zur sudanesischen Grenze.
Assuan ist Endpunkt der Bahnlinie von Qina, die über Luxor, Esna, Edfu und Kom Ombo verläuft. Der Assuan-Hochdamm ist dabei an das Schienennetz mit angeschlossen. Der Hauptbahnhof befindet sich etwa 400 Meter vom Nil entfernt im nördlichen Stadtbereich nahe dem Markt (Souk). Neben den Straßen am Nil entlang nach Norden bestehen weitere, zum Teil unbefestigte Straßenverbindungen auf beiden Seiten des Nassersees und in Richtung des 225 Kilometer entfernten Roten Meeres. Der Flughafen der Stadt, Assuan International, liegt sechs Kilometer westlich des Assuan-Hochdamms in der Libyschen Wüste. Eine wichtige Verkehrsader für Assuan bleibt jedoch der Nil, auf dem die für den Tourismus wichtigen Flussreiseschiffe von Luxor verkehren und der Frachtverkehr nach Unterägypten abgewickelt wird. Die Anlegestellen der auf dem Nil verkehrenden Kreuzfahrtschiffe liegen innerhalb der Stadt entlang des gesamten östlichen Nilufers.

### Stadtbild

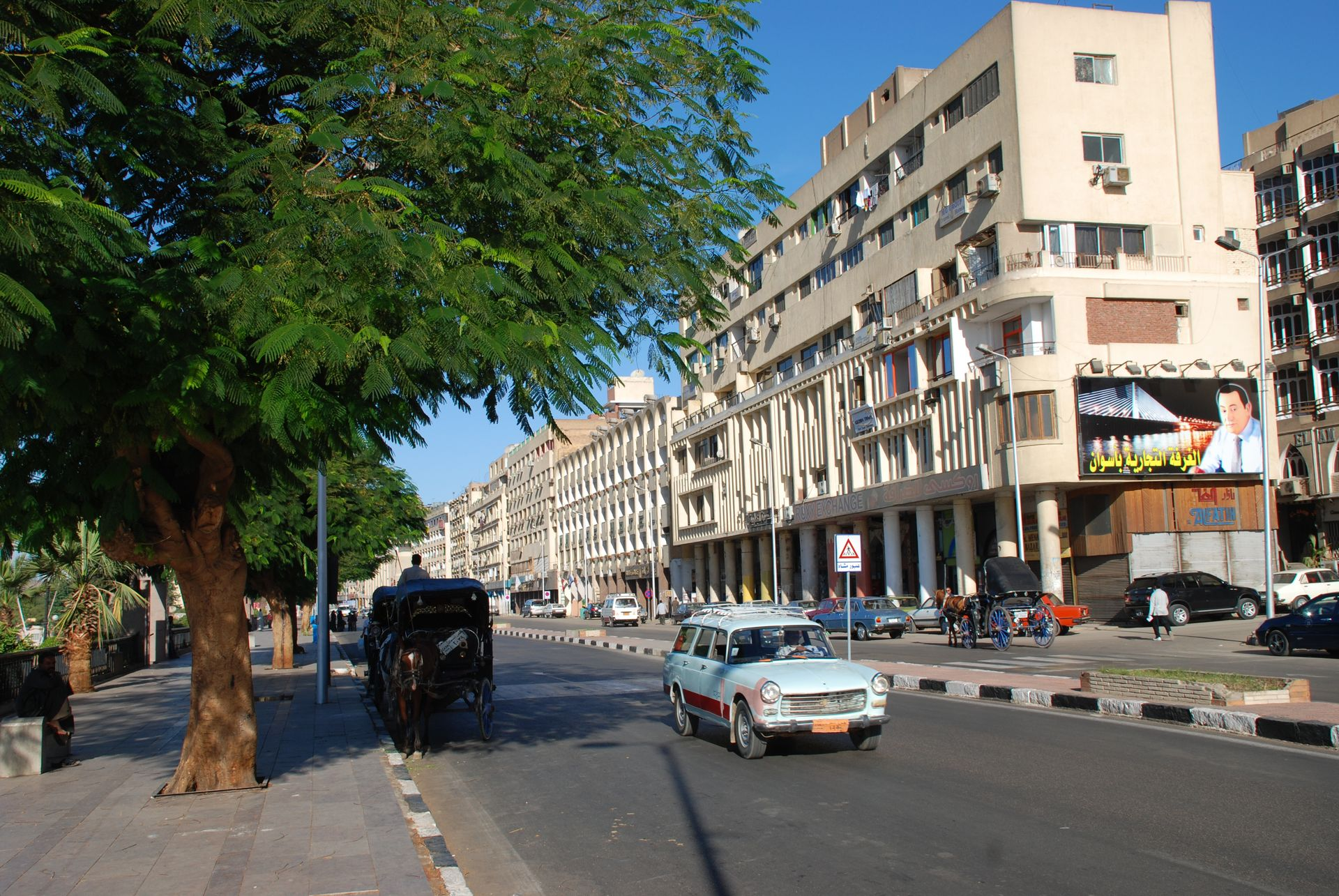
Uferstraße Corniche el-Nil

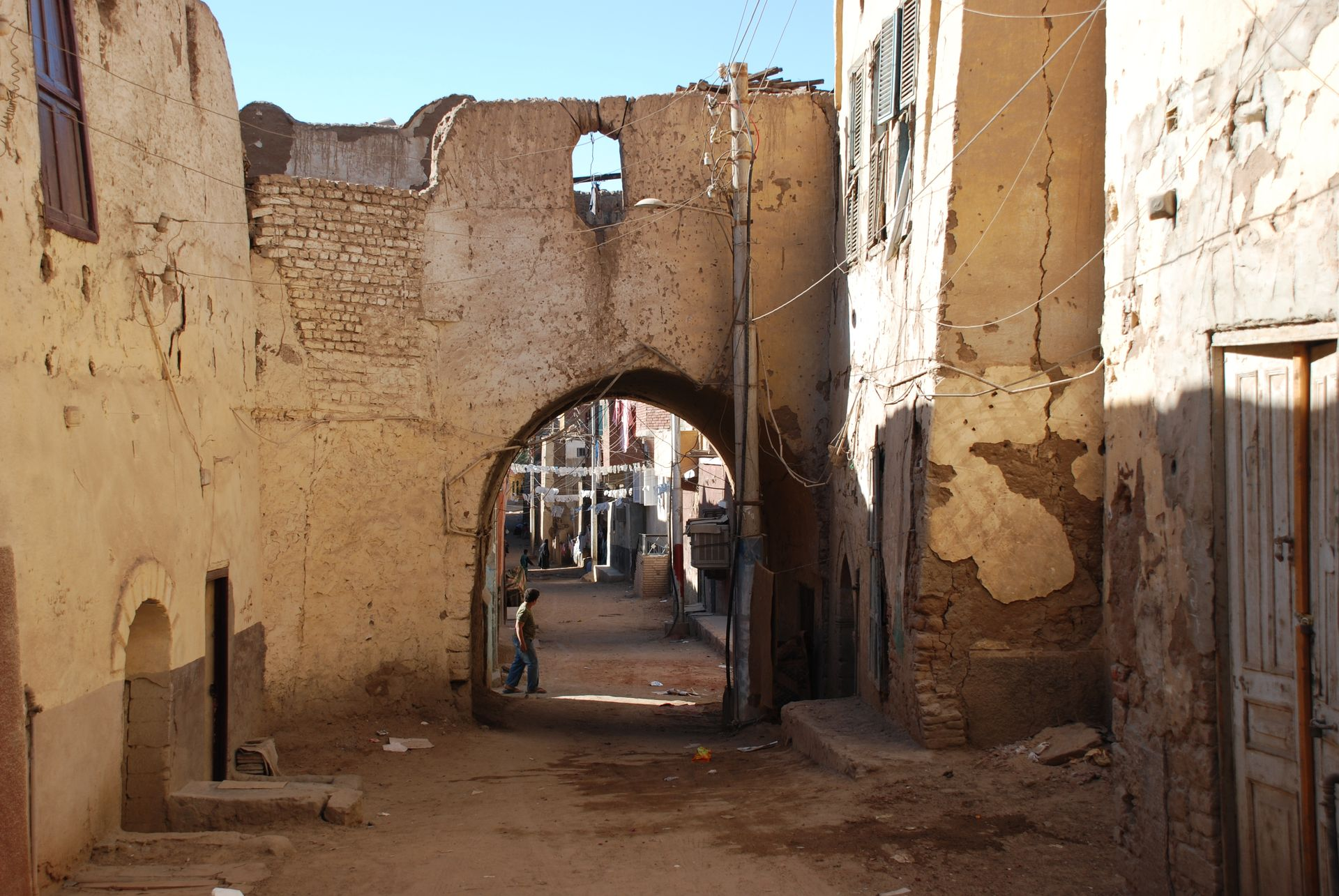
Reste der arabischen Altstadt

Am östlichen Nilufer, gegenüber der Insel Elephantine, verläuft die Corniche el-Nil, eine Uferpromenade mit Touristenrestaurants und den Anlegestellen für die Kreuzfahrt- und Ausflugsschiffe. Am Südende der Uferstraße steht das 1902 erbaute Old Cataract Hotel, das Agatha Christie als Romanschauplatz diente. Das Geschäftszentrum und die touristische Fußgängerzone von Assuan befinden sich in den Parallelstraßen östlich der Corniche. Die Stadt erstreckt sich nach Süden durch neue Wohnblocks, die sich in den Wüstenhügeln im Südosten zu Trabantensiedlungen ausweiten.
Von der mittelalterlichen arabischen Altstadt im östlichen Teil der Innenstadt sind nur noch geringe Baureste in schlechtem Zustand auszumachen. Nach Osten erobert eine informelle Siedlung mit teilweise nicht befahrbaren, engen Verkehrswegen die Hügel. Auf der Insel Elephantine wird unter schattenspendenden Bäumen auf kleinen Parzellen traditioneller Bewässerungsfeldbau betrieben, die dort als „traditionelles nubisches Dorf“ bezeichnete Siedlung möchte ein Klischee bedienen und hat mit einem solchen nichts zu tun.

### Klima
Regen ist in Assuan sehr selten und kann über Jahrzehnte ausbleiben. Die durchschnittliche Jahresniederschlagsmenge beträgt nur etwa ein Millimeter und fällt hauptsächlich, wie schon im Alten Ägypten, im Mai.
Kurze Zeit später beginnt in Äthiopien die Regenzeit, die den Nil ab Anfang Juni anschwellen lässt; im August erreicht der Nil seinen Höchststand und der Assuan-Stausee wird wieder aufgefüllt. Mit den nachlassenden Niederschlägen, Mitte September in Äthiopien, erreicht der Nil ab Ende Oktober wieder sein normales Niveau. Der Wasserstand des Nil wurde in der Antike mit Nilometern gemessen, wie einer in der Nähe des Chnum-Tempels auf Elephantine zu sehen ist. Seit dem Staudammbau bleiben flussabwärts sowohl die Nilfluten, als auch der früher mittransportierte und für die Landwirtschaft notwendige fruchtbare Nilschlamm aus.
Die durchschnittlichen Höchsttemperaturen um 41 Grad Celsius werden im Juli erzielt, doch können auch vereinzelt Temperaturen bis 50 Grad Celsius erreicht werden. Die Jahresdurchschnittstemperatur liegt bei ca. 26 Grad Celsius. Das Klima ist durch die trockene Hitze außerhalb der extrem heißen Sommermonate angenehm erträglich.
|                        | Jan  | Feb  | Mär  | Apr  | Mai  | Jun  | Jul  | Aug  | Sep  | Okt  | Nov  | Dez  |   |      |
| Mittl. Temperatur (°C) | 15,3 | 17,5 | 21,8 | 27,0 | 31,4 | 33,5 | 33,6 | 33,2 | 31,2 | 27,7 | 21,5 | 16,9 | ⌀ | 25,9 |
| Mittl. Tagesmax. (°C)  | 21,0 | 24,9 | 29,5 | 35,0 | 38,7 | 41,0 | 41,0 | 40,3 | 38,5 | 38,2 | 28,3 | 24,2 | ⌀ | 33,4 |
| Mittl. Tagesmin. (°C)  | 8,1  | 10,3 | 13,8 | 19,1 | 23,0 | 25,2 | 26,3 | 26,0 | 23,6 | 20,3 | 14,7 | 10,8 | ⌀ | 18,5 |
|                        |      |      |      |      |      |      |      |      |      |      |      |      |   |      |
| Niederschlag (mm)      | 0    | 0    | 0    | 0    | 0    | 0    | 0    | 0    | 0    | 0    | 0    | 0    | Σ | 0    |
|                        |      |      |      |      |      |      |      |      |      |      |      |      |   |      |
| Sonnenstunden (h/d)    | 9,6  | 10,0 | 10,4 | 10,5 | 11,2 | 12,1 | 12,1 | 11,6 | 9,9  | 10,1 | 10,0 | 9,3  | ⌀ | 10,6 |
|                        |      |      |      |      |      |      |      |      |      |      |      |      |   |      |
| Regentage (d)          | 0    | 0    | 0    | 0,1  | 0,5  | 0    | 0    | 0    | 0    | 0    | 0    | 0    | Σ | 0,6  |
|                        |      |      |      |      |      |      |      |      |      |      |      |      |   |      |
| Luftfeuchtigkeit (%)   | 40   | 32   | 24   | 19   | 17   | 16   | 18   | 21   | 22   | 27   | 36   | 42   | ⌀ | 26,2 |

| 8,1 |

| 10,3 |

| 13,8 |

| 19,1 |

| 23,0 |

| 25,2 |

| 26,3 |

| 26,0 |

| 23,6 |

| 20,3 |

| 14,7 |

| 10,8 |

| 8,1 |

| 10,3 |

| 13,8 |

| 19,1 |

| 23,0 |

| 25,2 |

| 26,3 |

| 26,0 |

| 23,6 |

| 20,3 |

| 14,7 |

| 10,8 |

## Geschichte
Die Geschichte Assuans reicht bis in die vordynastische Naqada-Kultur, mit Siedlungsspuren um 3500 v. Chr., und frühdynastische Periode der altägyptischen Pharaonen zurück. Schon zur Zeit der 1. Dynastie bestand auf der östlichen Seite der Insel Abu oder Yebu, dem südöstlichen Teil der heutigen Insel Elephantine, eine Festung aus Lehmziegeln mit angeschlossener Siedlung für die Garnison. Ab bedeutete auf ägyptisch „Elefant“, die Siedlung hieß in altägyptischer Zeit Swnw (Sunu; Swenu). Sie stellte über einen langen Zeitraum die südliche Grenze Ägyptens und Tor nach Schwarzafrika dar, über die der Handel mit Nubien abgewickelt wurde. Nach Ägypten eingeführt wurden vor allem Gold, Elfenbein, Edelhölzer, Kräuter und Pfauenfedern, aber auch Menschen, die als Sklaven oder Soldaten zum Einsatz kamen.

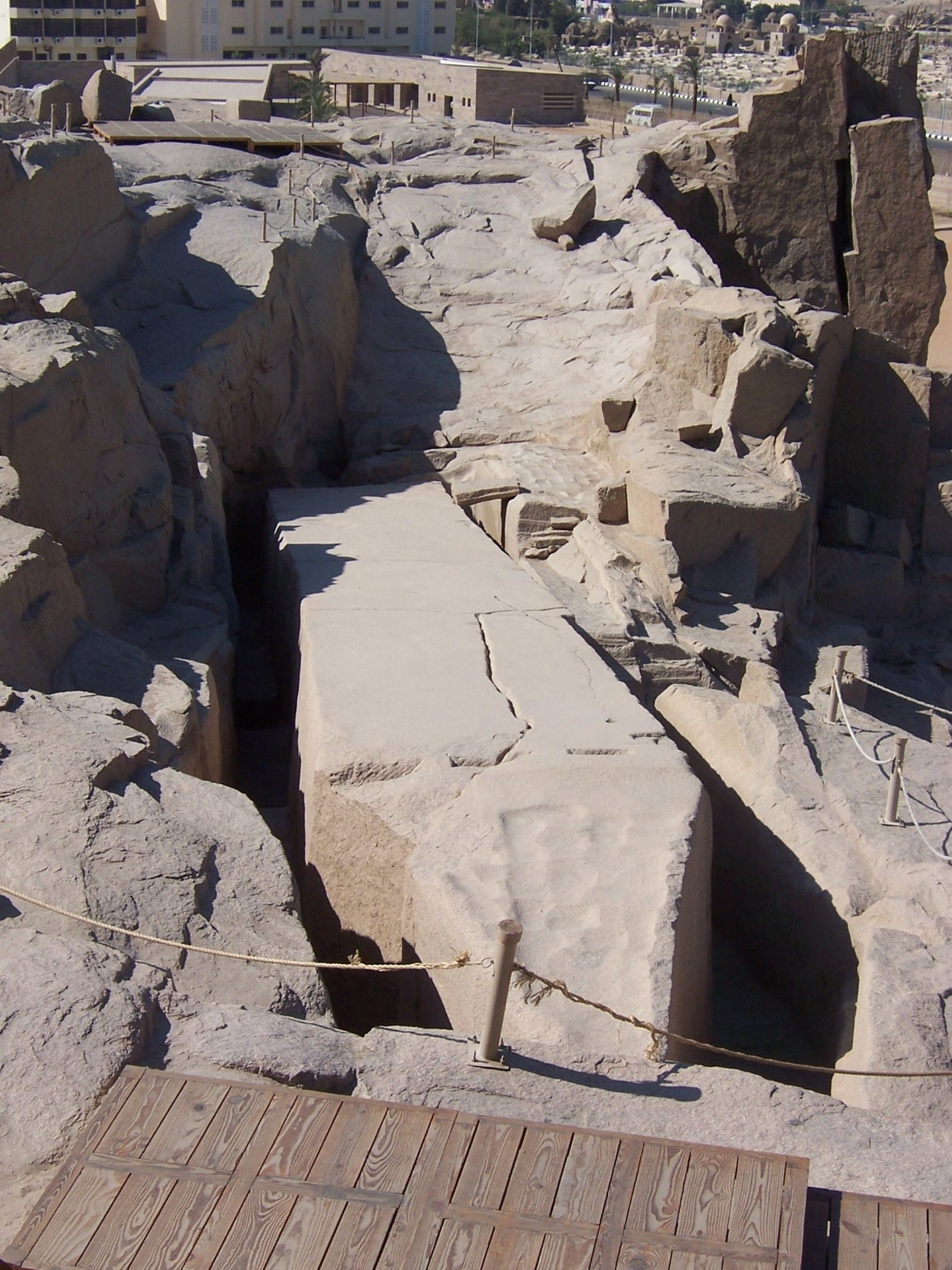
Steinbruch mit unvollendetem Obelisken

Eine wichtige Bedeutung hatte Assuan im Altertum auch als Lieferant von Granit und Rosengranit, plutonischem Gestein, das man in den nahen Steinbrüchen abbaute und nach Norden verschiffte. Obelisken, Statuen und Monolithschreine wurden aus dem Fels geschlagen und bereits vorgefertigt ausgeliefert. Die Reste der Steinbrüche stehen heute als archäologische Stätten unter dem Schutz der Regierung Ägyptens, darunter auch das Freilichtmuseum mit dem unvollendeten Obelisken im südlichen Teil des Stadtgebiets von Assuan. Die Steinbrüche erstreckten sich südlich bis zur Insel Philae. Weiterhin stehen die Steinbrüche seit 1979 auf der Weltkulturerbeliste der UNESCO.
Aufgrund der strategischen Lage wurde Swenu die Hauptstadt des ersten oberägyptischen Gaues Ta-seti, dem „Gau des (nubischen) Bogenlandes“. Als Gaugötter wurden Chnum, Satet, Anuket, Isis, Nephthys, Horus, Osiris und Seth verehrt. Ihnen wurden viele der Tempel in Assuan und der näheren Umgebung geweiht, von denen noch heute einige zu besichtigen sind, wie die Tempel von Philae. Aber auch in Assuan selbst sind einige Bauten aus altägyptischer Zeit erhalten, unter anderem die Nilometer auf Elephantine. Erste Ansiedlungshinweise vom Ostufer des Nils stammen aus der Zeit der 20. Dynastie, eine Ausbreitung auf das heutige Stadtgebiet erfolgte während der 30. Dynastie. Unter den nachfolgenden Ptolemäern verlor die Insel Elephantine ihre Bedeutung als Siedlungsort.
Ab der Zeit der griechischen Ptolemäer wurde der Ort Syène genannt. Die ägyptische Grenze verlief nun weiter südlich hinter Philae. Bekannt ist Syène aus dieser Epoche als Messpunkt für die Bestimmung des Erdumfangs durch den Leiter der Bibliothek von Alexandria Eratosthenes. In der griechisch-römischen Zeit errichtete man auf Elephantine zwei neue Tempel. Ebenso stammen die meisten Tempel der Insel Philae südlich der Stadt aus diesem Zeitabschnitt. Der dort beheimatete Isis-Kult verwehrte sich bis 535/37 der von den byzantinischen Herrschern geforderten Christianisierung. Schon 200 Jahre zuvor, in den frühen 330er Jahren, wurde Syène zu einem Bischofssitz und widerstand als solcher in Ägypten mit am längsten der Islamisierung, die mit der muslimischen Eroberung der Stadt 642 durch ʿAbd Allāh ibn Saʿd begann. Im Hochmittelalter kam es durch andauernde Kämpfe mit den Blemmyern (Bedscha) und einer Pestepidemie zu einem Niedergang der Stadt, der erst mit der osmanischen Eroberung Ägyptens ein Ende fand.
Im Jahr 1902 ging der alte, von den Engländern erbaute, zwei Kilometer lange Assuan-Staudamm sechs Kilometer südlich der Stadt im Bereich des 1. Katarakts in Betrieb. 13 Kilometer südlich der Stadt wurde 1971 der neue Assuanhochdamm mit 3,6 Kilometer Länge und 111 Meter Höhe eingeweiht; er staut den 400 Kilometer langen Nassersee. Im Jahr 1964 startete die UNESCO die größte Rettungskampagne in der Geschichte der Archäologie. Sowohl Tempel wie Abu Simbel als auch rund 35 Dörfer wurden versetzt. Fast 150.000 Menschen wurden umgesiedelt, die meisten auf ägyptischer Seite nach Kom Ombo etwa 60 Kilometer nördlich von Assuan, auf sudanesischer Seite nach New Halfa in der Butana-Region.

## Kultur und Sehenswürdigkeiten

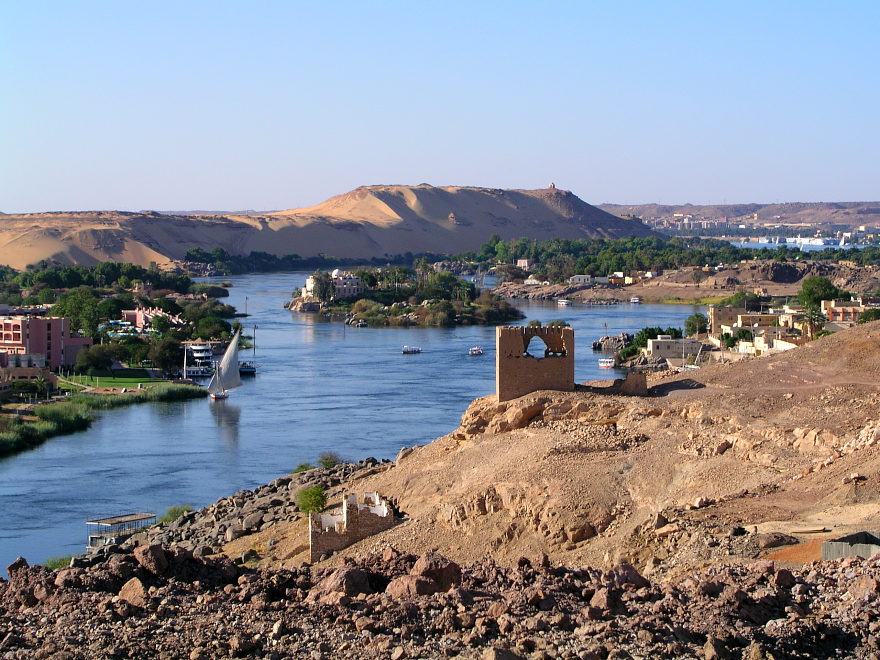
Rechtes Nilufer südlich der Stadt; Bildmitte: die kleine Essa-Insel, dahinter rechts die Südspitze von Elephantine

Nur wenige Monumente der antiken Stadt sind im modernen Stadtbild erhalten geblieben. Dazu zählen ein Isis geweihter Tempel aus der Zeit Ptolemaios III. Ende des 3. Jahrhunderts v. Chr. im südlichen Teil der Stadt, in der Nähe des Fatimidenfriedhofs und Reste eines Tempels aus der Zeit des Domitian. Seit 2001 führen das Schweizerische Institut für Ägyptische Bauforschung und Altertumskunde Kairo und das Supreme Council of Antiquities Egypt in der modernen Stadt systematische Rettungsgrabungen durch.
Die früheste Siedlung Assuans wurde unter dem Namen Abu Anfang des 3. Jahrtausends am Südende der Insel Elephantine als Festung aus Lehmziegeln gegründet. Zu diesem ausgedehnten Ausgrabungsbereich gehört auch der Tempel des widderköpfigen Gottes Chnum, der von hier aus als Fruchtbarkeitsgott und Schutzgott der Insel die Wassermassen der jährlichen Nilfluten kontrollierte.
Auf der linken Seite des Stroms auf dem Qubbet el-Hawa liegen auf Höhe der Nordspitze der Insel die antiken Gräber von Elephantine; das Simeonskloster aus dem 6. bis 7. Jahrhundert weiter oben am vegetationslosen Berghang ist von der Westseite der Elephantine-Insel mit dem Boot zu erreichen. Auf der bis zu 115 Meter breiten Kitchener-Insel befindet sich der Botanische Garten der Stadt Assuan.
Die Insel Agilkia, auf der der 1979 in 44.000 Einzelteile zerlegte und wiederaufgebaute Isis-Tempel der überfluteten Insel Philae steht, liegt südlich im Nil, zwischen dem alten und neuen Assuan-Damm. Nicht weit entfernt, am Westufer des Sees, steht der ebenfalls transferierte Kalabscha-Tempel.
Laut Aussage des Ägyptologen Zahi Hawass Anfang Juli 2011 haben Archäologen bei Assuan eine auf 3200 v. Chr. geschätzte Felszeichnung freigelegt, die eine königliche Zeremonie zeigt. Es handelt sich um die erste vollständig erhaltene Darstellung aus der Zeit vor der 1. Dynastie. Die Abbildung zeigt Jagd- und Kampfszenen sowie Feiern an den Ufern des Nils.

### Museen

#### Assuan-Museum

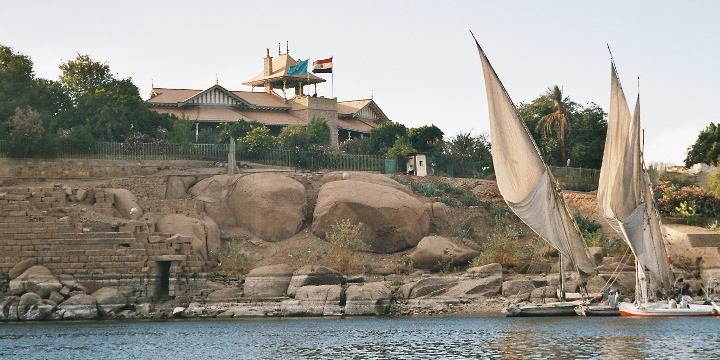
Assuan-Museum mit Nilometer

Das kleine Assuan-Museum in der im Kolonialstil errichteten ehemaligen Villa von William Willcocks, dem Planer des 1902 eingeweihten ersten Assuan-Staudamms, befindet sich im Südosten der Insel Elephantine. Es eröffnete 1912 und zeigt Artefakte, die in der Zeit des Baus des alten Damms vor dem steigenden Wasser des Stausees gerettet wurden. In den 1990er Jahren wurde es um Fundstücke auf Elephantine selbst erweitert. Zu sehen sind Waffen, Keramik, verschiedene Utensilien des alltäglichen und religiösen Lebens im alten Abu (Yebu), altägyptische Mumien und Pläne der Stadtentwicklung Assuans im Laufe der Jahrhunderte. Von besonderem Interesse ist die Mumie des heiligen Widders in ihrem vergoldeten Sarkophag, die in einem Grab hinter dem Museumsgebäude gefunden wurde.
Unterhalb des Museumsgebäudes liegt das 1870 wiederentdeckte Nilometer von Abu. Der über 90 Stufen zu erreichende Nilstandsmesser wurde schon von dem Geografen Strabon (63 v. Chr. – 23 n. Chr.) erwähnt. Neben dem Museum erstreckt sich ein Garten, durch den man zu den archäologischen Ausgrabungsstätten der Ruinen von Abu gelangt.

#### Nubisches Museum (Mathaf el Nuba)

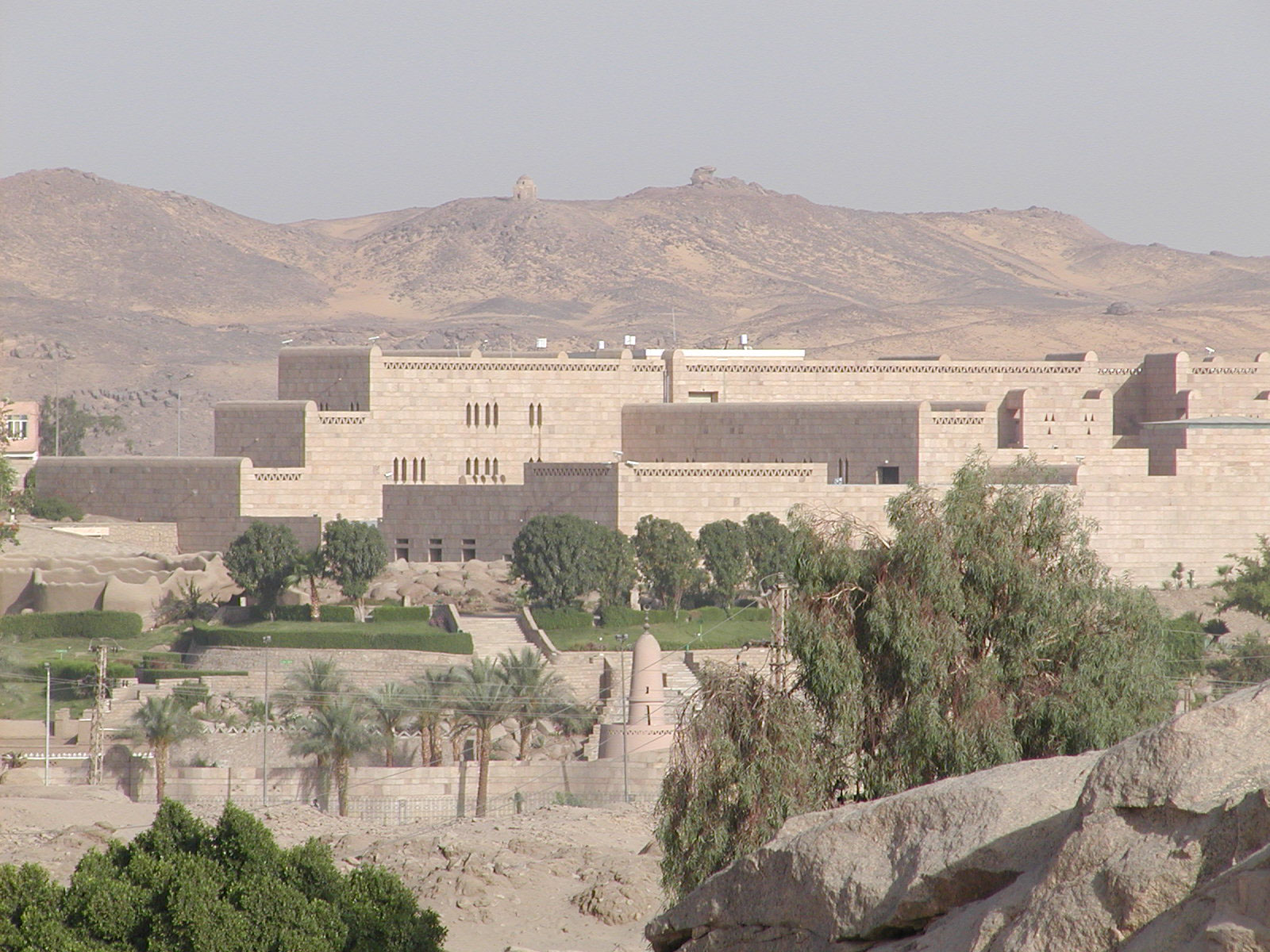
Nubisches Museum

Das im November 1997 eröffnete Museum am südlichen Stadtrand von Assuan zeigt die Kunst und Geschichte Nubiens von prähistorischen Zeiten bis zur Gegenwart. Im Hauptausstellungsraum steht ein detailliertes Modell des Niltals mit den Standorten der nubischen Tempel, die im Zuge der Rettung vor der Überschwemmung durch den Nassersee, dem Stausee des Assuan-Hochdamms, versetzt wurden. Ausgestellt sind 1200 Exponate aus den verschiedenen Etappen der nubischen Geschichte, angefangen von mehr als 6000 Jahre alte Keramikschalen über Fundstücke aus ägyptischer und kuschitischer Herrschaft bis zu einem Dokumentationszentrum der nubischen Kultur der Gegenwart. Sie stammen unter anderem aus Fundorten wie Qustul, Ballana, Faras und Qasr Ibrim. Daneben besteht im Museum eine ethnologische Abteilung mit einem kleinen Modelldorf, die sich der heutigen Kultur der wegen des Stausees umgesiedelten Nubier widmet. Südöstlich des Museums schließt sich ein Ausläufer der antiken Rosengranit-Steinbrüche an.
Freilichtmuseum am unvollendeten Obelisken

Etwa 600 Meter südöstlich des Nubischen Museums liegt inmitten eines antiken Steinbruchs der nur unvollständig aus dem Gestein geschlagene unvollendete Obelisk. Zu seiner Entstehungszeit ist nichts bekannt. Er wäre bei Fertigstellung mit 41,75 Metern Höhe der größte Obelisk des Altertums gewesen. Risse im Material sollen zur Einstellung der Arbeiten geführt haben. Das Freilichtmuseum um den unvollendeten Obelisken gibt Einblicke in die Technik der Steinbearbeitung der alten Ägypter. Ein zweiter Steinbruch befindet sich 1,5 Kilometer weiter im Süden.

### Bauwerke

#### Erzengel-Michael-Kathedrale

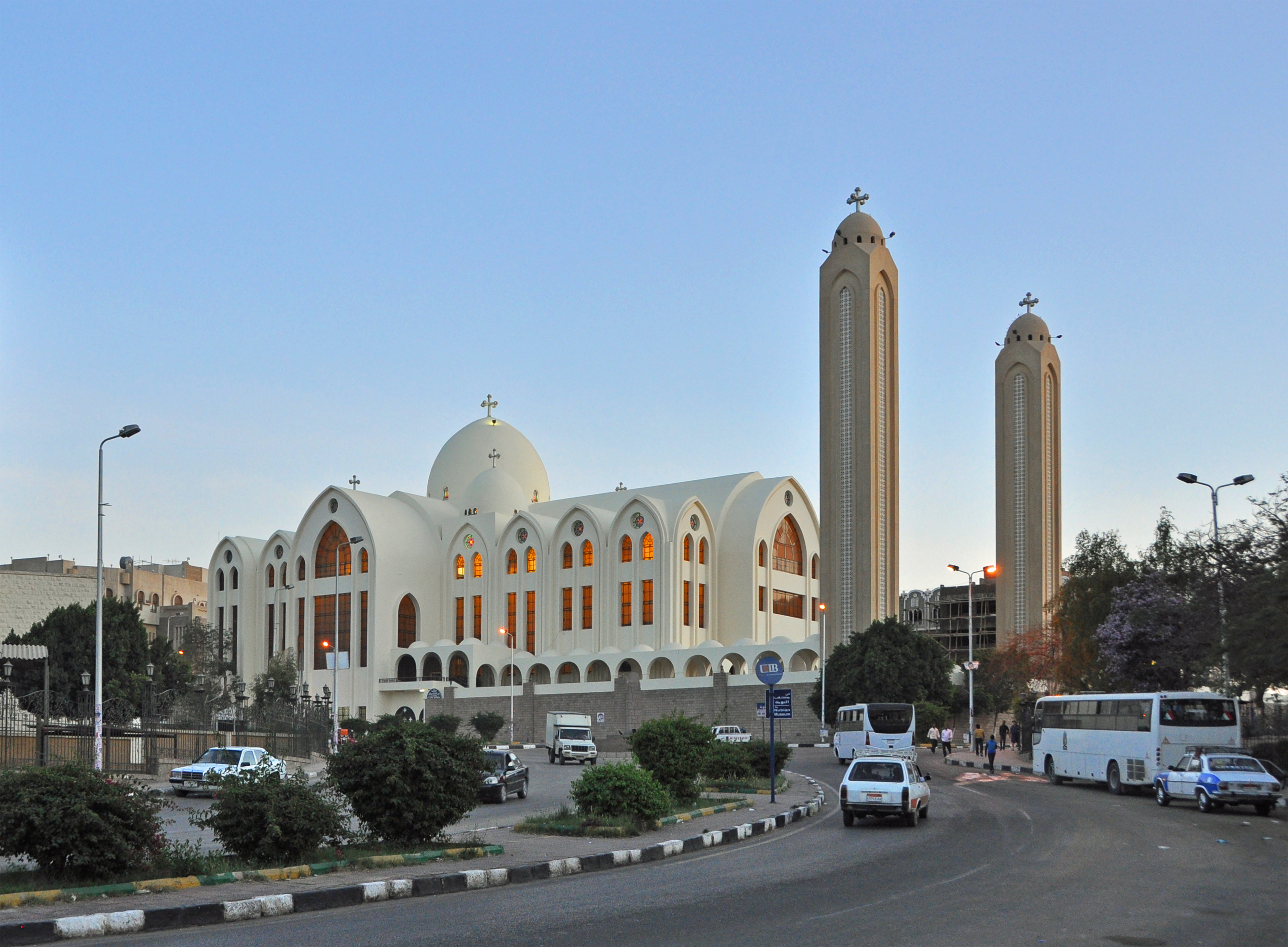
Erzengel-Michael-Kathedrale

Die koptisch-orthodoxe Hauptkirche der Stadt Assuan ist dem Erzengel Michael geweiht. Sie steht am Südende der Uferpromenade Corniche el-Nil östlich des Ferial-Gartens, einer Parkanlage am Nil gegenüber der Südspitze von Elephantine. Die in traditionellem Stil errichtete Kathedrale wurde am 19. März 2006 von Papst Schenuda III. von Alexandrien geweiht. Sie ist bei freiem Eintritt täglich zu besichtigen.

#### Fatimidenfriedhof

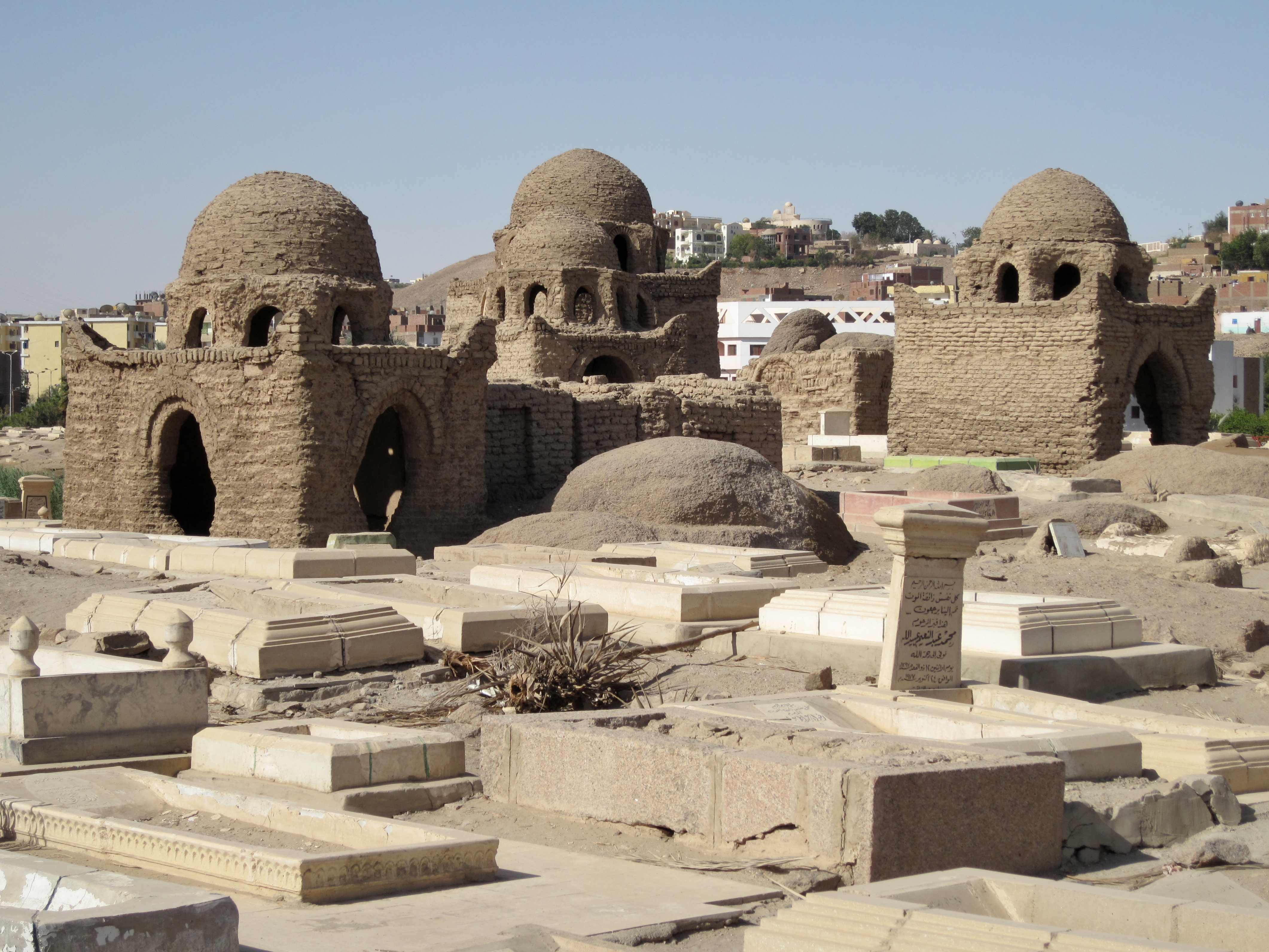
Fatimidenfriedhof

Zwischen dem Nubischen Museum und dem Steinbruch mit dem unvollendeten Obelisken erstreckt sich der fatimidische Friedhof. Auf ihm stehen einige gut erhaltene kleine Gebäude aus Lehmziegeln mit Kuppeldächern. Viele der eigentlichen Grabstätten sind jedoch in keinem guten Zustand und eine Reihe von Marmorinschriften sind heute in Kairo ausgestellt. Die ältesten Mausoleumsbauten stammen aus dem 9. Jahrhundert und sind von großer historischer Bedeutung. Der Friedhof ist bis in die Gegenwart belegt.

#### Kloster des Heiligen Simeon(Deir Anba Simaan)
Auf einer Anhöhe gelegen ragen 700 Meter nordwestlich des Nils, westlich der Kitchener-Insel, die Ruinen des Simeonklosters aus dem Sand der Libyschen Wüste. Der Gebäudekomplex wurde nach der Christianisierung Oberägyptens ab dem Jahr 571 zu Ehren des Lokalheiligen Anba Simaan errichtet, war jedoch eigentlich nach einem Einsiedler Anba Hadra (Hatre, Hidra, Hadri) benannt, der durch Theophilos, von 385 bis 412 der 23. Patriarch von Alexandria, zum Bischof von Syene geweiht wurde. Trotz erheblicher Bauschäden zählt es zu den besterhaltenen koptischen Klöstern Ägyptens.

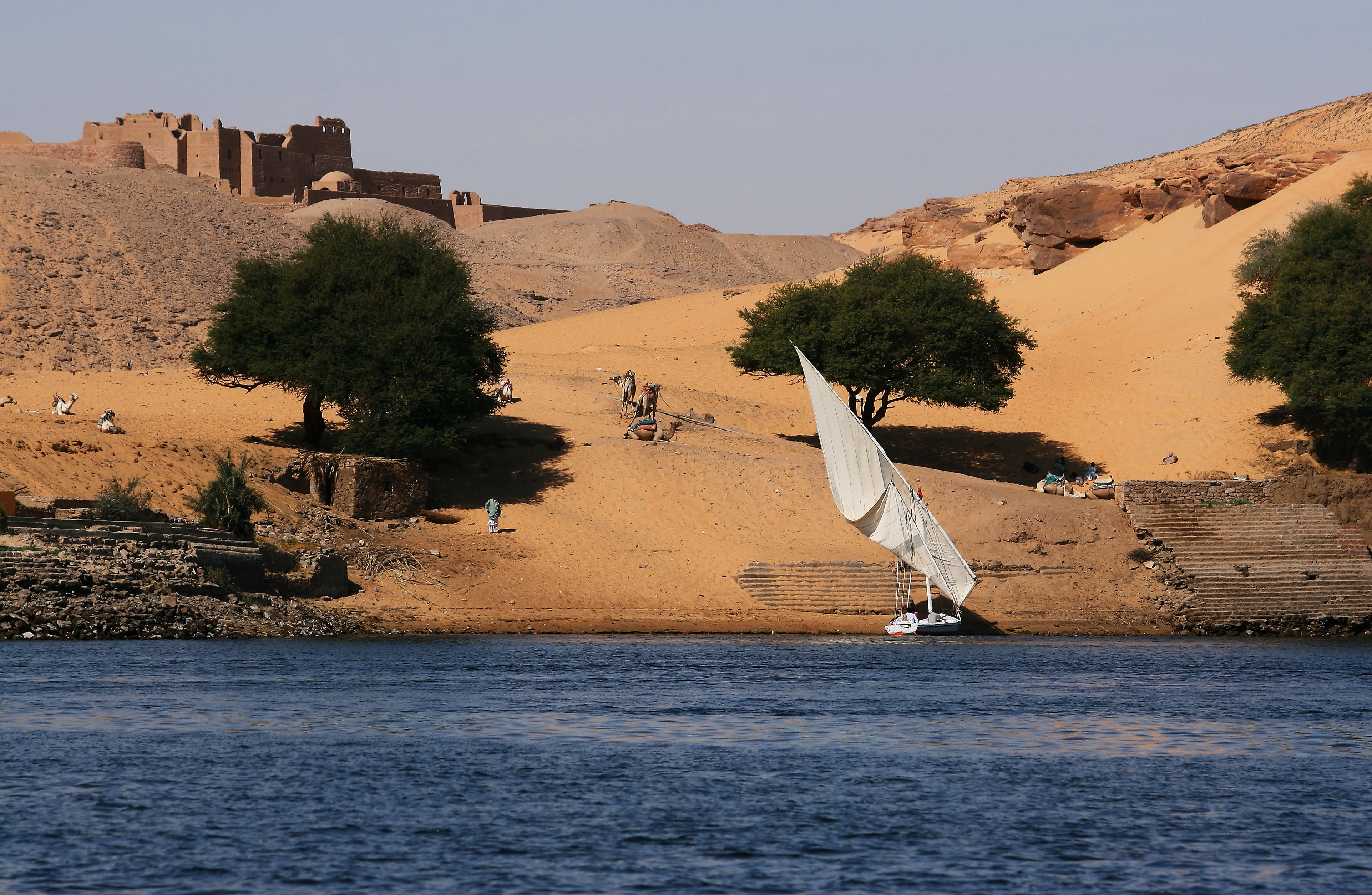
Nilufer mit Simeonkloster

Die auf zwei Ebenen angelegten Gebäude boten Wohnraum für etwa 300 Mönche und weitere Räumlichkeiten zur Aufnahme mehrerer hundert Pilger. Während seiner 750-jährigen Existenz gab es häufig Angriffe von Nomaden, aber auch, wegen eines fehlenden Brunnens, Schwierigkeiten mit der Wasserversorgung. Nach der Zerstörung durch die Araber 1321, bei der zahlreiche Mönche getötet und vertrieben wurden, gab man das Kloster auf. Das auf zwei unterschiedlich hohen Felsterrassen erbaute Kloster ist von einer sechs bis sieben Meter hohen Mauer umgeben, im unteren Bereich aus Bruchstein bestehend mit darauf gesetzten ungebrannten Lehmziegeln.
Der Hof der unteren Terrasse ist über eine Tür im Ostturm erreichbar. Südlich grenzt eine dreischiffige Basilika aus dem 9. Jahrhundert an die Terrasse, deren Steinfußboden sich gut erhalten hat. Das Mittelschiff war ursprünglich mit Kuppeln versehen. In der Apsis des dreiteiligen Sanktuarium sind Reste religiöser Fresken zu besichtigen. Rechtsseitig führt eine Tür hinter die Apsis ins Baptisterium. Flankiert wird das Kloster durch mehrere in den Fels gehauene Grotten, die den ersten Mönchen wahrscheinlich als Behausungen dienten. In einer Grotte westlich der Kirche sind beschädigte Malereien mit Heiligendarstellungen erhalten. Treppen im Nordwesten führen zur oberen Terrasse, zum ehemaligen Hauptgebäude (Kasre). Nur zwei der ehemals drei Stockwerke des Hauptgebäudes mit seinen Schlafzellen, Gemeinschafts- und Wirtschaftsräumen sind noch vorhanden.

#### Mausoleum des Aga Khan

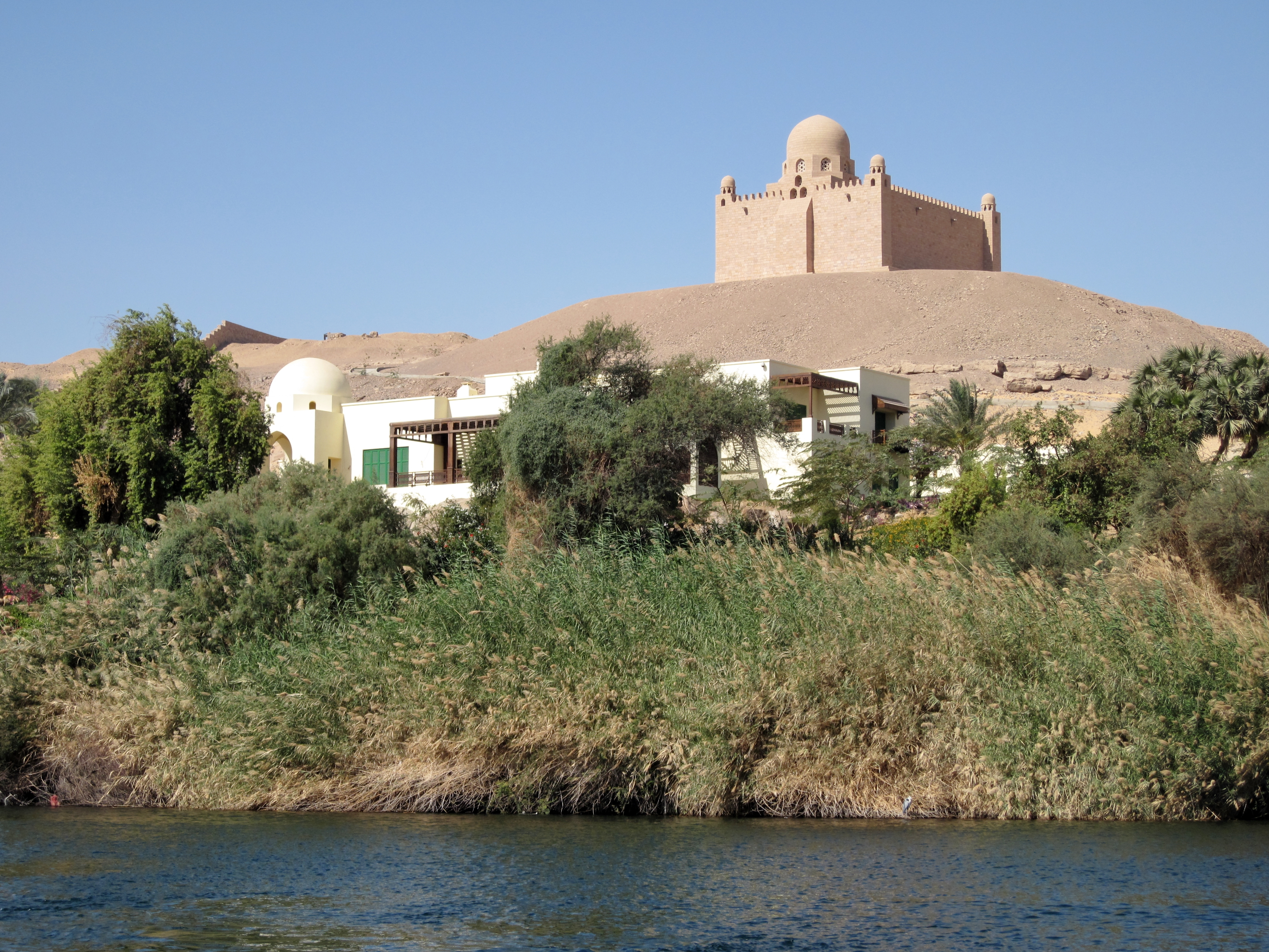
Mausoleum des Aga Khan

Das Aga-Khan-Mausoleum ist ein durch eine hohe Mauer umgebener Kuppelbau aus rosa Sandstein auf der Westseite des Nils, etwa 160 Meter vom Flussufer entfernt und 800 Meter südwestlich des Simeonklosters. In ihm befindet sich das Grabmal des 1957 verstorbenen Sultan Mahommed Shah, dem Gründungsmitglied der indischen Muslimliga und als Aga Khan (Aga Khan III.) der 48. Imam der Ismailiten, dem geistlichen Oberhaupt dieser islamisch-schiitischen Glaubensgemeinschaft.
Seine Witwe, Yvette Labrousse, die Begum Aga Khan, wurde im Juli 2000 ebenfalls dort beigesetzt. Bis zu diesem Zeitpunkt lebte sie in der weißen Villa der Familie, Nur el-Salam („Licht des Friedens“), unterhalb des Grabgebäudes. Das in der Vergangenheit zur Besichtigung freigegebene Mausoleum mit seinem Grabmal aus weißem Carrara-Marmor im Inneren, in dessen Seitenteile Abschnitte des Korans eingraviert sind, ist heute für die Öffentlichkeit geschlossen. Durch seine exponierte Lage am Nil gegenüber der Südwestseite von Elephantine gilt das in Anlehnung an die Moschee al-Juyushi (al-Guyushi) in Kairo in schlichtem fatimidischen Stil errichtete Bauwerk als eines der Wahrzeichen Assuans.

#### Nekropole der Herrscher von Elephantine

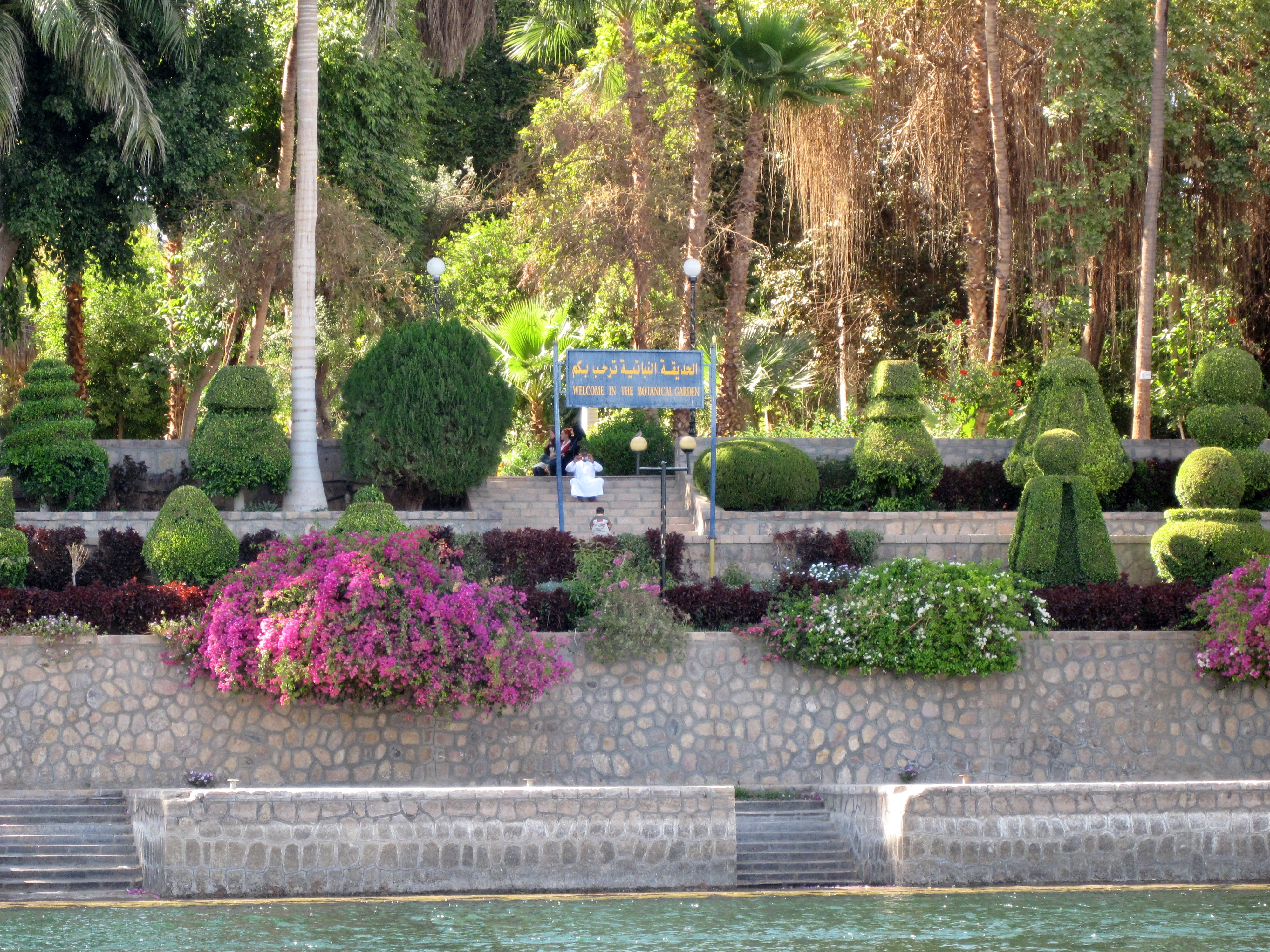
Botanischer Garten

Am Südostabhang des etwa 130 Meter hohen Berges Qubbet el-Hawa am Westufer des Nils wurden mehrere Gräber von Gaufürsten und hohen Beamten des Alten Ägypten in die Felsen geschlagen. Bestattungen fanden dort bis in die griechisch-römische Zeit statt. Die meisten der etwa 80 Grabstätten stammen aus der 6. Dynastie des Alten Reiches und dem Mittleren Reich, zwei aus der Periode des Neuen Reiches. Die Sarkophage wurden über Rampen vom Nilufer zu den Grabstellen hinaufgezogen. Bekannte Gräber sind die der Fürsten Sarenput I. und Sarenput II., des Beamten Mechu und seines Sohnes Sabni I. sowie des Aku und des Harchuf. Früheste Untersuchungen der Felsengräber fanden durch den englischen General Francis Wallace Grenfell im Jahr 1885 statt.

### Parks

#### Botanischer Garten
Der Botanische Garten von Assuan befindet sich auf der Kitchener-Insel, arabisch Geziret an-Nabatat („Insel der Pflanzen“). Die 650 Meter lange und 115 Meter breite Nilinsel liegt westlich von Elephantine. Sie beheimatet tropische und subtropische Pflanzen Afrikas und Asiens, die hier parkartig angepflanzt wurden. Dazu zählen Mahagonibäume, Brotfruchtbäume, Muskatnussbäume, Trompetenbäume, Mango- und Maulbeerfeigenbäume, vielfarbige Bougainvillea-Büsche, Malven, Oleander, Hibisken, Waldreben und Weihnachtssterne. Der Pflanzenreichtum bildet einen idealen Nistplatz für zahlreiche Vogelarten. Die Insel gehörte von 1899 bis 1916 Horatio Herbert Kitchener, dem zeitweiligen Oberbefehlshaber (Sirdar) der anglo-ägyptischen Armee und erstem Generalgouverneur des Anglo-Ägyptischen Sudans, der den Grundstock zum heutigen Botanischen Garten legte.

### Märkte

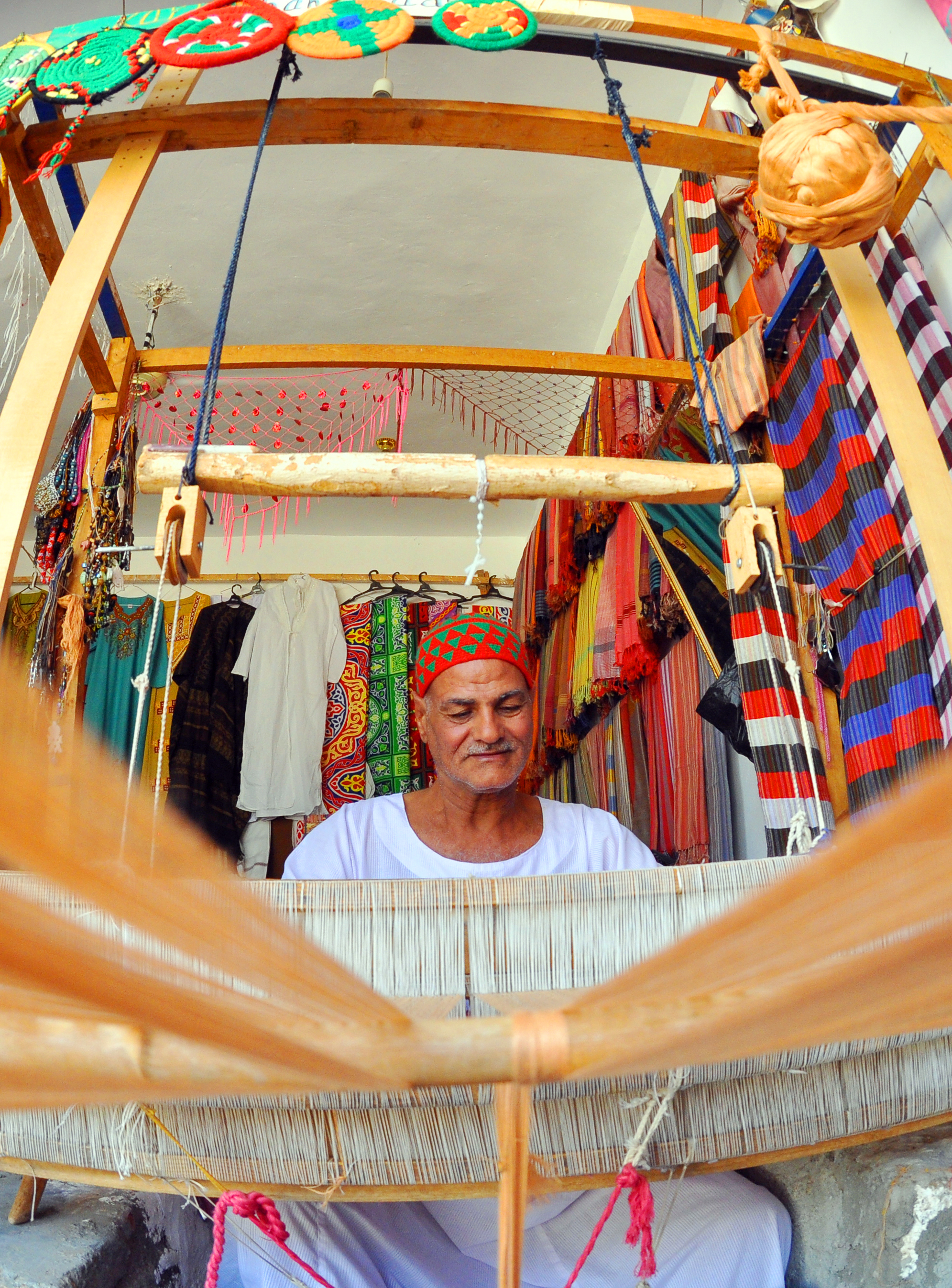
Teppichherstellung

Der Hauptmarkt von Assuan, der Souk, erstreckt sich drei Querstraßen vom Nil entfernt parallel zum Fluss in der Sharia as-Souq. Das Angebot in der etwa 700 Meter langen Marktstraße reicht von nubischen Handwerksarbeiten über Parfüms, Duftöle, Lampen, Bekleidung, Tüchern aus Leinen und Seide bis zu Gewürzen und Früchten. Die Preise sind aufgrund weiterer Lieferwege allgemein etwas teurer als in den nördlichen Landesteilen Ägyptens.

## Heliakischer Aufgang des Sirius
Der Sirius war mit seinem heliakischen Aufgang spätestens ab etwa 2850 v. Chr. im Nildelta der Bringer der Nilflut. Mit diesem kulturell wichtigen Ereignis war das Sothis-Fest verbunden, dessen Ansetzung sich nach dem Sothis-Kalender richtete. Die Vorbereitungen begannen am Vorabend des Neujahrs, steigerten sich langsam mit Tanzeinlagen, um schließlich mit dem heliakischen Aufgang von Sirius in der zwölften Nachtstunde des alten Jahres die Göttin Sopdet überschwänglich zu begrüßen und nach Sonnenaufgang das neue Jahr willkommen zu heißen.
In der Ägyptologie wird seit längerer Zeit die Frage diskutiert, ob Assuan mit dem nahegelegenen Elephantine der zunächst maßgebliche Beobachtungsort hinsichtlich der Datierungen im altägyptischen Kalender war. Aufgrund der Eigenbewegung verschob sich der heliakische Aufgang in Assuan langsam vom 15. Juni (Anfang des dritten Jahrtausends v. Chr.) und wanderte zudem durch den altägyptischen Kalender (Wandeljahr). Das Schauspiel des heliakischen Aufgangs kann in der heutigen Zeit am 29. oder 30. Juli etwa 35 Minuten vor Sonnenaufgang beobachtet werden.
| Vorgang                     | Jahr          | Gregorianischer Kalender | Ägyptischer Kalender      |
| --------------------------- | ------------- | ------------------------ | ------------------------- |
| Heliakischer Aufgang Sirius | 2734 v. Chr.  | 15. Juni                 | 1. Achet I (Neujahrstag)  |
| Heliakischer Aufgang Sirius | 2010 und 2011 | 30. Juli                 | 10. Achet IV (10. Choiak) |

Da man im Altertum bemerkte, dass die Sonne am längsten Tag mittags in Syene für wenige Minuten keinen Schatten warf, zog man hier den Wendekreis des Krebses, der tatsächlich etwa 60 Kilometer weiter südlich liegt.

## Wirtschaft und Infrastruktur

### Bildung
Assuan verfügt mit sechs Fakultäten über eine von vier Niederlassungen der seit dem 2. Januar 1995 bestehenden South Valley University mit Hauptsitz in Qina, neben weiteren Fakultäten in Luxor und Hurghada. Der Universitätsbetrieb in Assuan begann schon 1973 mit der Fakultät der Bildungswissenschaften der Assiut University und wurde 1975 um die naturwissenschaftliche Fakultät derselben Universität erweitert. Hinzu kamen innerhalb der neu gegründeten South Valley University die Fakultäten Technik, Kunst, Sozial- und Energiewissenschaften. Insgesamt sind über 100 wissenschaftliche Mitarbeiter der Universität in Assuan tätig.

## Partnerschaften
Assuan unterhält seit 2005 eine Partnerschaft mit der Stadt Chongqing, Volksrepublik China.

## Söhne und Töchter der Stadt
- Abbās al-ʿAqqād (1889–1964), Schriftsteller
- Nabil El Solami (1941–1987), Karikaturist und Cartoonist
- Mohamed Mounir (* 1954), Musiker